# Васін Олександр Миколайович
Олександр Миколайович Васін (нар. 8 квітня 1949, Дубно, Рівненська область, Українська РСР — 10 січня 2021) — український футболіст і тренер, майстер спорту СРСР (1973), заслужений тренер Білоруської РСР (1982).

## Життєпис

### Кар'єра гравця
Олександр Васін починав грати у складі рівненської команди «Колгоспник», що виступала в класі «Б».
У 1968 році призваний до армії і направлений у львівський СКА.
Після демобілізації прийняв запрошення тренера полтавського «Будівельника» Юрія Войнова. Виступаючи за полтавський клуб, став автором ювілейного, сотого голу команди в чемпіонатах СРСР, забивши перший гол у матчі «Будівельник» — СКА (Львів) 4:0, що відбувся 5 серпня 1970. У полтавській команді Васін був одним з лідерів, відмінно взаємодіючи з іншим форвардом — Віталієм Старухіним.
У 1971 році Васіна запрошують в донецький «Шахтар», де він грав на позиції правого крайнього нападника. Дебют у цій команді відбувся 22 серпня 1971, в матчі «Шахтар» — «Динамо» (Москва) — 2:2 . Майже через рік, за рекомендацією Васіна, тренер донецького клубу Олег Базилевич, запрошує до команди Віталія Старухіна. Знову возз'єднується дует форвардів, який стає одним з найкращих в історії донецької команди.
У «Шахтарі» Олександр провів шість років, пройшовши з командою шлях від першої ліги до срібних медалей 1975 року, вперше завойованих донецьким клубом у чемпіонаті СРСР. Вирішальним, у боротьбі за друге місце, став матч останнього туру проти єреванського «Арарату», в якому перемогу з рахунком 3:0 принесли гол Васіна і дубль Старухіна.
У 1976 році відбувся дебют Васіна в єврокубкових турнірах, 9 вересня Олександр взяв участь у матчі за Кубок УЄФА «Шахтар» (Донецьк) — «Динамо» (Берлін) — 3:0. Всього в цьому турнірі Олександр провів 4 гри, забивши 1 гол (20 жовтня 1976 року до воріт угорського «Гонведу»). У цьому розіграші Кубку УЄФА донецька команда дійшла до 1/8 фіналу, де гірники поступилися «Ювентусу», програвши в гостях 3:0, а у матчі-відповіді в Донецьку, що відбувся 8 грудня 1976 року, обіграли італійський клуб з рахунком 1:0. Цей матч став для Олександра Васіна останнім у футболці донецького «Шахтаря».
Через конфлікт з наставником гірників Володимиром Сальковим, нападник покинув донецьку команду, перебравшись до мінського «Динамо», яке до того часу очолив його колишній тренер в «Шахтарі» Олег Петрович Базилевич. Провівши два сезони в білоруському клубі, Олександр Васін завершив активну ігрову кар'єру.

### Тренерська кар'єра
У 1980 році, Олександр Васін, разом зі своїм колишнім партнером з мінського «Динамо», Анатолієм Байдачним взяли могилівський «Дніпро», який був одним з аутсайдерів другої ліги і вже через рік вивели команду в першу лігу. Але закріпитися в цьому турнірі білоруському клубу не вдалося. Незабаром, у зв'язку з сімейними обставинами, Олександр Миколайович змушений був залишити Білорусь, перебравшись до Брянської області, де жив його брат.
У 1993 році, за пропозицією керівництва Дятьковского кришталевого заводу, очолив місцеву футбольну команду «Кристал», яку вивів у третю лігу російського чемпіонату.
У середині 90-х років Олександр Васін повертається до Донецька. Нині Олександр Миколайович працює дитячим тренером футбольній школі при донецькій міській Федерації футболу.

## Досягнення
- Срібний призер чемпіонату СРСР: (1975)
- У списках «33-х найкращих» у СРСР: (№ 3 — 1973)
- У списках «33-х найкращих» в УРСР: (№ 2 — 1972, 1973, 1974, 1975)